# Rhabdoblatta annandalei
Rhabdoblatta annandalei är en kackerlacksart som först beskrevs av Robert Walter Campbell Shelford 1909.  Rhabdoblatta annandalei ingår i släktet Rhabdoblatta och familjen jättekackerlackor. Inga underarter finns listade i Catalogue of Life.